# Formosa-Makak

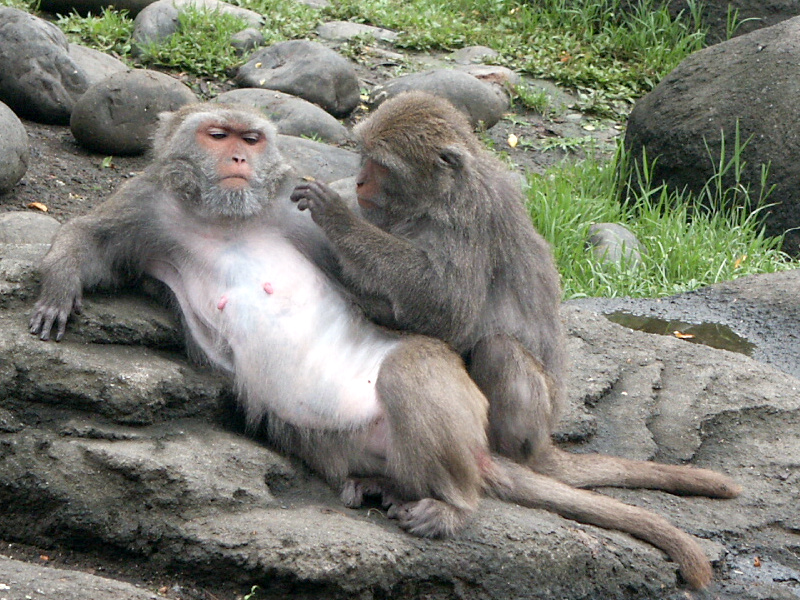
Formosa-Makaken im Zoo von Taipeh

Der Formosa- oder  Rundgesichtsmakak (Macaca cyclopis) ist eine Primatenart aus der Gattung der Makaken innerhalb der Familie der Meerkatzenverwandten (Cercopithecidae).

## Beschreibung
Das Fell dieser Tiere ist dunkelbraun oder grau gefärbt, der Bauch ist heller, manchmal leicht bläulich. Das runde, unbehaarte Gesicht ist braun gefärbt. Die Kopfrumpflänge dieser Tiere variiert von 40 bis 55 Zentimeter und das Gewicht von 4 bis 8 Kilogramm, wobei die Männchen größer und schwerer als die Weibchen werden. Der Schwanz ist mittellang, rund 26 bis 45 Zentimeter.

## Verbreitung und Lebensraum

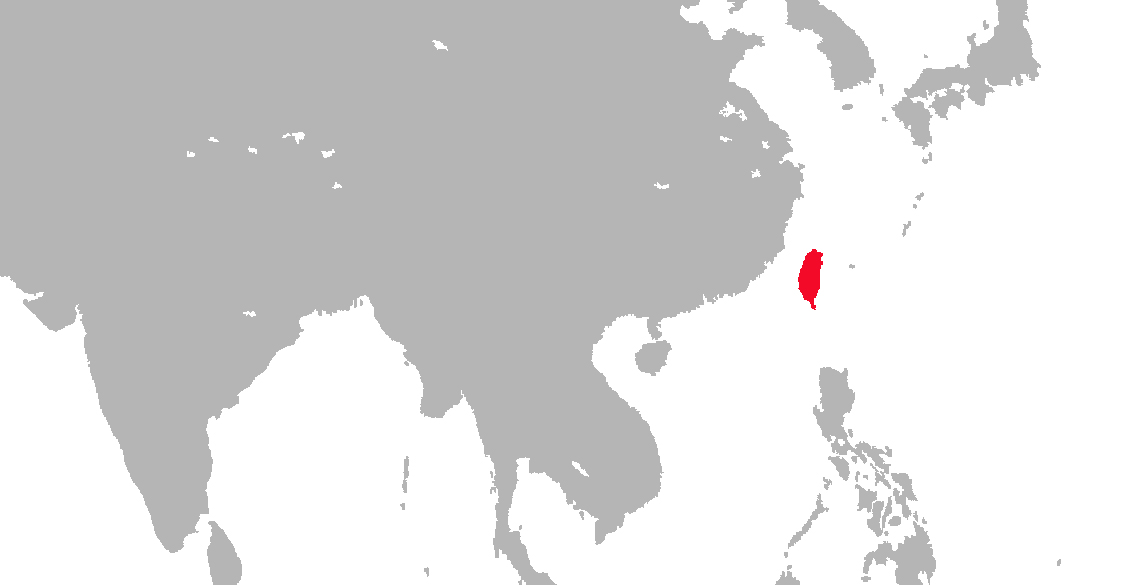
Verbreitungskarte des Formosa-Makaks

Formosa-Makaken sind auf Taiwan (früher Formosa) endemisch, vor allem im Nordosten und Südwesten der Insel. Früher lebten sie oft in der Nähe des Meeres, durch die menschliche Siedlungstätigkeit wurden sie in abgelegene, im Inneren der Insel gelegene Regionen abgedrängt. Ihr Lebensraum sind oft felsige, mit wenigen oder keinen Bäumen versehene Gebiete, manchmal aber auch gemäßigte Wälder.

## Lebensweise
Diese Tiere sind tagaktiv und halten sich vorwiegend am Boden auf. Wie viele andere Makakenarten leben sie in Gruppen, die aus mehreren Männchen und Weibchen sowie dem dazugehörenden Nachwuchs bestehen. Frühere Berichte sprechen von bis zu 45-köpfigen Gruppen, durch die Verkleinerung des Lebensraumes sind heute Gruppen von 2 bis 10 Tieren üblich. Es sind territoriale Tiere, die Reviere können sich aber zum Teil überlappen.

## Nahrung
Formosa-Makaken sind Allesfresser. Zu ihrer Nahrung zählen sowohl Pflanzenmaterial wie Früchte, Blätter und Samen als auch Insekten und kleine Wirbeltiere. Als sie noch am Meer vorkamen, gehörten auch Krabben zu ihrer Nahrung.

## Fortpflanzung

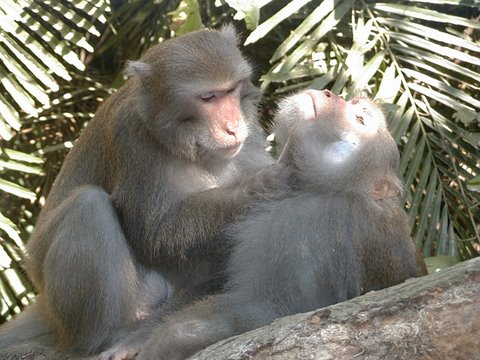
Formosa-Makaken bei der Fellpflege

Nach rund 165-tägiger Tragzeit bringt das Weibchen meist zwischen April und Juni ein einzelnes Jungtier zur Welt. Nach rund einem Jahr wird dieses entwöhnt und mit rund zwei bis vier Jahren geschlechtsreif. Weibchen bleiben ihr Leben lang in ihrer Geburtsgruppe, Männchen müssen diese bei Eintritt der Geschlechtsreife verlassen. Die Lebenserwartung ist nicht bekannt, Vergleiche mit verwandten Arten lassen auf rund 30 Jahre in menschlicher Obhut und etwas weniger in freier Natur schließen.

## Bedrohung
Formosa-Makaken werden gejagt, weil sie manchmal Plantagen verwüsten, weil sie als Haus- oder Labortiere gesucht sind und manchmal auch wegen ihres Fleisches. Die menschliche Siedlungstätigkeit auf Taiwan hat sie in entlegene Regionen im Inneren Taiwans zurückgedrängt, insgesamt gilt die Art laut IUCN aufgrund der stabilen Bestandszahl als nicht gefährdet (least concern).